# Koža (materijal)
Koža je materijal koji se dobija štavljenjem sirove životinjske kože. Upotreba životinjske kože počela je još u praistoriji čoveka. Kako sirova koža vremenom postaje kruta i lomljiva, ljudi su razvili razne metode obrade. Najraniji oblik prerade kože se sastojao u dimljenju i podmazivanju masnoćom. Iz ovih aktivnosti je razvijen zanat, a zatim i industrijska grana - kožarstvo. Kožarstvo je napredovalo pronalaskom hromnog štavljenja. Pojedini veštački materijali danas zamenjuju kožu, ali nemaju toliko dobre osobine kao prirodna koža.
Koža najčešće potiče od goveda, ovaca, koza, kopitara, bivola, svinja i vodenih životinja kao što su foke i aligatori.
Koža se može koristiti za izradu raznih predmeta, uključujući odeću, obuću, tašne, nameštaj, alate i sportsku opremu, i traje decenijama. Izrada kože se praktikuje više od 7.000 godina, a vodeći proizvođači kože danas su Kina i Indija.
Grupe za zaštitu prava životinja tvrde da moderna komercijalna proizvodnja kože i potrošnja njenih proizvoda neetički ubija životinje. Prema izveštaju o proceni životnog ciklusa (LCA) za Organizaciju Ujedinjenih nacija za industrijski razvoj, 99% sirove kože koja se koristi u proizvodnji kože potiče od životinja uzgajanih za proizvodnju mesa i/ili mleka.
Kritičari kožara tvrde da se bave neodrživim postupcima koji predstavljaju opasnost po zdravlje ljudi i okoline u njihovoj blizini. Faze obrade kože koriste hiljade litara vode za jedno krzno ili životinjsku kožu i oslobađaju toksični tečni otpad u životnu sredinu koji može izazvati iscrpljivanje zemljišta i zdravstvene probleme vezane za ljudsku kožu, respiratorni sistem i još mnogo toga. Međutim, napravljen je napredak u količini i tretmanu vode koju koriste kožare da bi se smanjio uticaj.

## Proizvodni procesi
Proces proizvodnje kože podeljen je na tri osnovna podprocesa: pripremne faze, štavljenje i stvaranje kore. Sledeći podproces, dorada, može se dodati u sekvencu procesa obrade kože, mada se ne primenjuje za sve vrste kože.
Pripremne faze su kada se koža priprema za štavljenje. Pripremne faze mogu uključivati namakanje, uklanjanje dlaka, zakrečavanje, otkrečavanje, bačenje, beljenje i kiseljenje.
Štavljenje je proces koji stabilizuje proteine, posebno kolagen, sirove kože kako bi se povećala termička, hemijska i mikrobiološka stabilnost kože, čineći je pogodnom za širok spektar krajnjih primena. Osnovna razlika između sirove i štavljene kože je u tome što se sirova koža isušuje i formira tvrd, nefleksibilan materijal koji će, kada se ponovo navlaži, truliti, dok se štavljeni materijal suši do fleksibilnog oblika koji ne podleže truljenju kada se ponovo navlaži.
Koža se može nauljiti da bi se poboljšala otpornost na vodu. Ovaj proces obrade nakon štavljenja dopunjuje prirodna ulja koja ostaju u samoj koži, koja se mogu isprati ponovljenim izlaganjem vodi. Često nauljivanje kože uljem nerca, uljem za neatsfoot oilčista stopala ili sličnim materijalom održava kožu gipkom i dramatično produžava njen životni vek.

### Metode štavljenja
Procesi štavljenja se u velikoj meri razlikuju po tome koje se hemikalije koriste u tečnosti za štavljenje. Neki uobičajeni tipovi uključuju:
- Biljno štavljena koža se štavi korišćenjem tanina ekstrahovanih iz biljnih materija, kao što je kora drveta pripremljena u mlinovima za koru. To je najstarija poznata metoda. Savitljiva je i svetlo braon boje, a tačna nijansa zavisi od mešavine materijala i boje kože. Tamna boja dobija ime po izgledu neobojene biljno štavljene kože. Biljno štavljena koža nije stabilna u vodi; ima tendenciju da promeni boju, a ako se ostavi da se potopi, a zatim osuši, skuplja se i postaje tvrđa, što je karakteristika kože koja se proizvodi biljnim štavljenjem koja se koristi u tradicionalnoj proizvodnji obuće. U vrućoj vodi se drastično skuplja i delimično zgušnjava, postajući kruta i na kraju krhka. Kuvana koža je primer toga, gde je koža očvrsnuta potapanjem u ključalu vodu, ili u vosak ili slične supstance. Istorijski gledano, povremeno je korišćena kao oklop nakon očvršćavanja, a takođe je korišćena za povez knjiga.[9][10]
- Hromom štavljena koža se štavi pomoću hrom sulfata i drugih hromovih soli. Takođe je poznata kao „mokro plava” zbog bledo plave boje neobojene kože. Metoda tamnjenja hroma obično traje otprilike jedan dan, što ga čini najpogodnijim za industrijsku upotrebu velikih razmera. Ovo je najčešći metod u savremenoj upotrebi. Podatnija je i savitljivija od biljno štavljene kože i ne menja boju niti gubi oblik tako drastično u vodi kao biljno štavljena. Međutim, postoji zabrinutost za životnu sredinu sa ovom metodom štavljenja, pošto je hrom teški metal; dok je trovalentni hrom koji se koristi za štavljenje bezopasan, drugi nusproizvodi mogu sadržati toksične varijante. Metoda je razvijena u drugoj polovini 19. veka pošto su kožare želele da pronađu načine da ubrzaju proces i da kožu učine vodootpornijom.[11][10]
- Aldehidno štavljena koža se štavi upotrebom glutaraldehidnih ili oksazolidinskih jedinjenja. Zbog svoje bledo krem boje naziva se „mokro belo”. To je glavna vrsta kože bez hroma, koja se često viđa u cipelama za bebe i automobilima. Formaldehid se u prošlosti koristio za štavljenje; njegova upotreba je ukinuta zbog opasnosti po radnike i osetljivosti mnogih ljudi na formaldehid.
  - Jelenska koža je oblik aldehidnog štavljenja koji proizvodi poroznu kožu koja veoma upija vodu. Jelenska koža se pravi korišćenjem ulja (tradicionalno ulje bakalara)[12] koje oksidira da bi proizvelo aldehide koji štave kožu.

## Hemijski sastav
Sirova koža u proseku ima sledeći hemijski sastav: 65% voda, 1% masti, 0,5% mineralnih materija, a ostatak su belančevine (kolagen, keratin i elastin). Za industrijsku upotrebu su potrebne samo vlaknaste belančevine (kolagen i elastin), a keratin se odstranjuje.

## Sirovine
Osnovna sirovina u kožarstvu je koža domaćih životinja, (goveđa i teleća), konjska, svinjska i ovčija koža. Osim toga, koristi se i koža nekih divljih životinja i gmizavaca, npr. koža: zmije, leoparda, tigra, antilope, krokodila i druge.

## Literatura
- Beeby, K.J. The Wonderful Story of Leather (PDF). UK: Harmatan.
- Lefroy, George Alfred (1884). The leather-workers of Daryaganj. Delhi: Cambridge Mission to Delhi.
- Leathers for Bookbinding and Upholstery (PDF). UK: Harmatan. 2002.
- Leather for Libraries (PDF). UK: Harmatan.
- Parsons, F. G. (1911). „Leather”.  (на језику: енглески). 16 (11 изд.). стр. 330—345. (includes several diagrams)
- Sharphotuse, J.H. (1983). Leather Technician's Handbook. Leather Producer's Association. ISBN 0-9502285-1-6.
- Leafe, M.K. „Leather Technologist's Pocket Book”. Society of Leather Technologists and Chemists.
- Heidemann, E. (1993). Fundamentals of Leather Manufacture. Eduard Roether KG. ISBN 3-7929-0206-0.
- Bienkiewiecz, K. (1983). Physical Chemistry of Leather Making. Robert E. Krieger. ISBN 0-89874-304-4.
- Sharphouse, J.H. (1983). Leather Technician's Handbook. Leather Producer's Association. ISBN 0-9502285-1-6.
- Heidemann, E. (1993). Fundamentals of Leather Manufacture. Eduard Roether KG. ISBN 3-7929-0206-0.
- „Pollution Prevention and Abatement Handbook - Environmental Guidelines for Tanning and Leather Finishing” (PDF). Multilateral Investment Guarantee Agency, World Bank Group. Приступљено 2010-01-02.
- „The scope for decreasing pollution load in leather processing (US/RAS/92/120/11-51)” (PDF). United Nations Industrial Development Organization - Regional Programme for Pollution Control in the Tanning Industry in South-East Asia. 2000-08-09. Архивирано из оригинала (PDF) 2009-07-11. г. Приступљено 2010-01-02.
- „How much time needed to check tanneries' waste”. The Times of India. 2009-07-11. Архивирано из оригинала 2012-10-25. г. Приступљено 2010-01-02.
- „Kanpur: chromium disaster”. Clean Ganga - Campaign for a cleaner Ganga. јун 2003. Архивирано из оригинала 2003-08-22. г. Приступљено 2010-01-02.
- „Introduction of Low Pollution Processes in Leather Production” (PDF). EcoLinks. 2001. Архивирано из оригинала (PDF) 2010-01-19. г. Приступљено 2010-01-02.
- „Uganda: leather factory faces closure over pollution”. The Monitor. 2009-11-05. Приступљено 2010-01-02.
- Thanikaivelan, Palanisamy; Rao, Jonnalagadda R.; Nair, Balachandran U.; Ramasami, Thirumalachari (2004). „Progress and recent trends in biotechnological methods for leather processing”. Trends in Biotechnology. 22 (4): 181—188. PMID 15038923. doi:10.1016/j.tibtech.2004.02.008.
- Thanikaivelan, Palanisamy; Rao, Jonnalagadda Raghava; Nair, Balachandran Unni; Ramasami, Thirumalachari (2002). „Zero Discharge Tanning: A Shift from Chemical to Biocatalytic Leather Processing”. Environ. Sci. Technol. 36 (19): 4187—4194. PMID 12380094. doi:10.1021/es025618i.
- „CHROME TANNING PROCESS”. Espacenet. Архивирано из оригинала 29. 10. 2022. г. Приступљено 29. 10. 2022.
- Saleem, Rashid; Adnan, Ahmad; Hanif, Muhammad; Saleem, Muhammad; Lee, Ki-Hwan; Qureshi, Fahim Ashraf (2014). „Synthesis and application of sulfonated adipic dihydrazide formaldehyde-based resins under different molar ratios as effective leather re-tanning agents”. Iranian Polymer Journal. 23: 69—78. S2CID 96766253. doi:10.1007/s13726-013-0201-z.
- Yang, Zhihui; Zang, Hu; Wu, Guangfeng (2019). „Study of solvent-free sulfonated waterborne polyurethane as an advanced leather finishing material”. Journal of Polymer Research. 26 (9): 213. S2CID 199551441. doi:10.1007/s10965-019-1884-4.

## Spoljašnje veze
- Moderne zanatlije - koža, RTS Sasvim prirodno - Zvanični kanal